# Sola
Sola en kommune i Rogaland fylke i Norge. En stor del af befolkningen, i 2005 9.640 mennesker , bor i Solas del af dobbeltbyen Stavanger/Sandnes, (som totalt har 173.132 indbyggere). Øvrige byer i kommunen er Tananger (5.817), Hålandsmarka (637) og Stenebyen (649).
I begyndelsen af 1980 var folketallet i kommunen 12.323.
Nutidens Sola kommune svarer til det, som fra 1840 hed Sola sogn i Håland herred.
Der er syv valgkredse i Sola kommune; Tananger, Sola, Håland, Dysjaland, Stangeland, Røyneberg og Grannes.
Stavanger lufthavn ligger i kommunen. Antal passagerer var 2.433.962 i 2003 (heraf til/fra utlandet 768.576). Også Hovedredningscentralen Syd-Norge er placeret her. I Risavika ligger der et stort havneanlæg.

## Geografi
Sola kommune ligger i den nordlige del af Jæren ved Hafrsfjord. Kommunen grænser til Klepp i syd, Sandnes i øst og Stavanger i øst og nord. I vest grænser kommunen til Nordsøen, som har skabt livsgrundlaget for utallige generationer.
I Sola findes mange fine sandstrande, blandt andet Solastranden. Kommunens højeste punkt er Kjerrberget (101 m.o.h.).
Arealet er 69 km². Størstedelen er frugtbart sletteland. Jordbrugsarealet er 41 km². Øen Rott er kendt for sit fugleliv.

## Historie
Sola kommune er rig på spor efter menneskers virksomhed fra stenalder via bronzealder, vikingetid og frem til i dag. Rige gravfund, mange fortidsminder og spor efter store gårde fortæller om en storhedstid helt tilbage til bronzealderen.
Rægehaugane er det rigeste gravfund i Norge fra bronzealderen.
Kendte navne fra vikingetiden er Harald Hårfagre (ca. 865-ca. 933) og Erling Skjalgsson (født ca. 975). Begge er markante skikkelser i Norgeshistorien.
Sidstnævnte er også kaldt Rygekongen eller Rygenes konge. En kold eftermiddag før jul i 1028 blev han fældet af Aslak Fitjaskalles stridsøkse i et slag oppe ved Bokn, hvor Erlings styrker blev slået af Olav Haraldsson og hans folk.
Samlingen af Norge til et rige menes sket ved Ytraberget i Sola kommune. En bautasten med Kong Olavs signatur blev rejst nær toppen af Ytraberget ved 1100-års jubilæet i 1972. Monumentet Sverd i fjell af kunstneren Fritz Røed blev afsløret i 1983. Det ligger i Møllebugten (ved den del af Hafrsfjord, som tilhører Stavanger kommune).
Sola Ruinkirke fra 1120-1150 er restaureret og blev genåbnet i 1995.
I 1200-tallet var Sola delt i tre sogne med hver sin kirke, en på Håland, en på Sola og en på Tjora. Det var disse tre sogne, som i 1840 blev slået sammen til et.
Det første herredsstyre i Håland (daværende skrivemåde Haaland) blev kaldt sammen i 1837 og valgte losoldermand Gabriel Monsen som sin første ordfører.
Den tidligere kommune Håland blev i 1930 delt mellem Sola og daværende Madla kommune, (som i 1965 blev lagt sammen med Stavanger).

## Museer og samlinger
- Flyhistorisk Museum, Sola
- Kystkultursamlingen i Tananger
- Rogaland Krigshistoriske Museum

58°52′56″N 5°38′41″Ø / 58.88222°N 5.64472°Ø